# زليخة
راعيل بنت رماييل أو زُليخا (أو زليخا أو زليخاء) أو كما تعرف في الإسلام باسم امرأة العزيز هي زوجة عزيز مصر (اسمه بوتيفار بحسب التوراة) عند قدوم يوسف إلى مصر. كانت مشهورة بجمالها وكبريائها الذي أضحى تكبراً وأنفة.

## أصولها
جاء في «معجم أعلام النساء في القرآن الكريم» لمؤلفة عماد الهلالي: «هي (زليخا) بنت ملك المغرب هيموس، وأمها أخت الملك الريان بن الوليد صاحب مصر زوجة (قطفير) وزير ملك مصر، وكان يلقب بالعزيز، وهي امرأة العزيز. كانت آية في الحسن والجمال، وكان زوجها عنينا لايستطيع التقرب إلى النساء،وقيل أسمها (زلخا) وقيل (راعيل)، وقيل (فكة) بنت ملك المغرب هيموس، وقيل (رعاييل) وقيل: (بوش) وقيل راعيل بنت رعائيل».

## زليخة في المصادر الإسلامية

### قدوم يوسف إلى قصر عزيز مصر
بعد أن ألقاه إخوته في الجب، مرت قافلة وأرسلوا واردهم فأدلى دلوه في الجب فوجد يوسف، فقال يا بشرى هذا غلام وأخذوه معهم كبضاعة، وذهبوا به إلى السوق في مصر، فاشتراه العزيز لامرأته وقال لها أكرمي مثواه.

### مراودة يوسف عن نفسه
أدخل بوتيفار نبي الله يوسف إلى بلاطه وهو طفل ولم يعامله معاملة العبيد بل أوصى زوجته زليخا بالإحسان إليه لما وجد فيه من الفطنة والذكاء والرأي الثاقب فقال لها: ﴿وَقَالَ الَّذِي اشْتَرَاهُ مِنْ مِصْرَ لِامْرَأَتِهِ أَكْرِمِي مَثْوَاهُ عَسَى أَنْ يَنْفَعَنَا أَوْ نَتَّخِذَهُ وَلَدًا وَكَذَلِكَ مَكَّنَّا لِيُوسُفَ فِي الْأَرْضِ وَلِنُعَلِّمَهُ مِنْ تَأْوِيلِ الْأَحَادِيثِ وَاللَّهُ غَالِبٌ عَلَى أَمْرِهِ وَلَكِنَّ أَكْثَرَ النَّاسِ لَا يَعْلَمُونَ ۝٢١﴾ سورة يوسف, الآية 21.
ترعرع يوسف في بلاط العزيز بوتيفار مدة أحد عشر عاماً إلى أن صار شاباً حسن الوجه حلو الكلام، شجاعاً قوياً, وذا علم ومعرفة. وكان لا يمض يوم إلا ويزداد شغف زليخا بيوسف إلى أن راودته عن نفسه ظانةً منه أنه سيطيعها في معصية الله سبحانه وتعالى. إلا أن يوسف نبي ومن المخلصين: ﴿وَلَقَدْ هَمَّتْ بِهِ وَهَمَّ بِهَا لَوْلَا أَنْ رَأَى بُرْهَانَ رَبِّهِ كَذَلِكَ لِنَصْرِفَ عَنْهُ السُّوءَ وَالْفَحْشَاءَ إِنَّهُ مِنْ عِبَادِنَا الْمُخْلَصِينَ ۝٢٤﴾ [يوسف:24] فأبى أن يرتكب الخطيئة وهرب خارجاً لكنهما وجدا بوتيفار عند الباب. وعندما رأى بوتيفار أن قميص يوسف قد قـُدَّ من دُبـُرٍ أيقن أن زوجته زليخا هي الخائنة وهي من راودت يوسف عن نفسه فقال كلمته الشهيرة: ﴿فَلَمَّا رَأَى قَمِيصَهُ قُدَّ مِنْ دُبُرٍ قَالَ إِنَّهُ مِنْ كَيْدِكُنَّ إِنَّ كَيْدَكُنَّ عَظِيمٌ ۝٢٨﴾ سورة يوسف, الآية 28.

### عرضهايوسفعلى نسوةمصر
استشاطت زليخا غضباً ولم تطلب الصفح عما اقترفت، بل سعت جاهدةً إلى تبرير صنيعها بإقامة حفل لنساء أكابر مصر اللاتي تكلمن عنها: ﴿وَقَالَ نِسْوَةٌ فِي الْمَدِينَةِ امْرَأَةُ الْعَزِيزِ تُرَاوِدُ فَتَاهَا عَنْ نَفْسِهِ قَدْ شَغَفَهَا حُبًّا إِنَّا لَنَرَاهَا فِي ضَلَالٍ مُبِينٍ ۝٣٠ فَلَمَّا سَمِعَتْ بِمَكْرِهِنَّ أَرْسَلَتْ إِلَيْهِنَّ وَأَعْتَدَتْ لَهُنَّ مُتَّكَأً وَآتَتْ كُلَّ وَاحِدَةٍ مِنْهُنَّ سِكِّينًا وَقَالَتِ اخْرُجْ عَلَيْهِنَّ فَلَمَّا رَأَيْنَهُ أَكْبَرْنَهُ وَقَطَّعْنَ أَيْدِيَهُنَّ وَقُلْنَ حَاشَ لِلَّهِ مَا هَذَا بَشَرًا إِنْ هَذَا إِلَّا مَلَكٌ كَرِيمٌ ۝٣١ قَالَتْ فَذَلِكُنَّ الَّذِي لُمْتُنَّنِي فِيهِ وَلَقَدْ رَاوَدْتُهُ عَنْ نَفْسِهِ فَاسْتَعْصَمَ وَلَئِنْ لَمْ يَفْعَلْ مَا آمُرُهُ لَيُسْجَنَنَّ وَلَيَكُونًا مِنَ الصَّاغِرِينَ ۝٣٢﴾ سورة يوسف, الآيات 30-32.
ثم طلبت من يوسف أن يخرج عليهن فإذا بالنسوة يقطعن أيديهن مبهورات من جمال يوسف.

### سجنها ليوسف
عندما استعصم النبي يوسف وأبى ارتكاب الفحشاء، سعت زليخا إلى سجنه حتى ينصاع لرغباتها. لكنه ثبت على موقفه ﴿قَالَ رَبِّ السِّجْنُ أَحَبُّ إِلَيَّ مِمَّا يَدْعُونَنِي إِلَيْهِ وَإِلَّا تَصْرِفْ عَنِّي كَيْدَهُنَّ أَصْبُ إِلَيْهِنَّ وَأَكُنْ مِنَ الْجَاهِلِينَ ۝٣٣﴾ [يوسف:33] فقضى في السجن عشر سنين، لكن زليخا أخذت تعاني من آلام الفراق كثيراً وازداد عشقها وتعلقها به حتى باتت تقضي أيامها بالبكاء شوقاً إليه مما أضعف بصرها وجعلها تشيخ بسرعة وتفقد جمالها.
ولما قام النبي يوسف بتفسير رؤيا ملك مصر وظهرت براءته باعتراف زُليخا ﴿قَالَ مَا خَطْبُكُنَّ إِذْ رَاوَدْتُنَّ يُوسُفَ عَنْ نَفْسِهِ قُلْنَ حَاشَ لِلَّهِ مَا عَلِمْنَا عَلَيْهِ مِنْ سُوءٍ قَالَتِ امْرَأَةُ الْعَزِيزِ الْآنَ حَصْحَصَ الْحَقُّ أَنَا رَاوَدْتُهُ عَنْ نَفْسِهِ وَإِنَّهُ لَمِنَ الصَّادِقِينَ ۝٥١﴾ سورة يوسف, الآية 51. وكذلك باعتراف نساء مصر أن يوسف كان عفيفاً تقياً، قام الملك بإطلاق سراحه وعينه عزيزاً لمصر (بعد وفاة بوتيفار زوج زليخا والذي مرض وتأثر من خيانة زوجته له، وندمه على سجن يوسف تلك المدة).

## في التلفاز

### زليخة في مسلسل يوسف الصديق
قامت الممثلة الإيرانية كتايون رياحي بتجسيد شخصية زُليخة في مسلسل يوسف الصديق. وبحسب المسلسل فإنه خلال الفترة التي أصبح فيها يوسف عزيزاً لمصر كانت زليخا تزداد شوقاً إليه، فكانت تقضي أيامها بالبكاء أحياناً وبانتظاره أحياناً أخرى في الطرقات عسى أن تراه ولو للحظة من بعيد. كما قامت بإنفاق كل ثروتها على الذين كانوا يأتونها بأخباره، ومع مرور الأيام فقدت بصرها من كثرة البكاء وأصبحت عجوزاً هرمة.
وهكذا ضاع مالها وجمالها وجاهها كله في سبيل يوسف (الذي استطاع خلال هذه الفترة أن ينقذ مصر من المجاعة والقحط واستطاع أيضاً أن يحوّل المصريين من عبادة الأوثان والإله أمون إلى عبادة الله الواحد)، كما أصبحت زُليخا أيضاً تعبد الله الواحد، فأصبحت تناجيه وتستعين به على شوقها ليوسف وعلى هرمها وسوء حالها وتستأنس بمناجاته في تمضية أيامها الحزينة. وظلت على هذه الحال مدة اثنتي عشرة سنة.
وبالتالي فإنها قضت أكثر من ثلاثين سنة منذ قدوم يوسف إلى مصر وهي تعشقه وتشتاق إليه كل يوم أكثر فأكثر، وتبكي على حالها وضياع مالها وجمالها وفراقها لحبيبها.
أخيراً علمت زوجة النبي يوسف (وتدعى أسينات) بأمر زُليخا فتأثرت بها كثيراً وأدخلتها معها إلى قاعة الملك أخناتون الذي كان هو ويوسف يحاكمان أمام الحاشية الكهنة الذين خدعوا الناس بعبادة الإله أمون وتطاولوا على الله الواحد عز وجل. وأمام الحاشية قامت أسينات بمعاتبة زوجها يوسف واشتكته إلى الملك لنسيانه أمر زليخا المسكينة فأتى وحي من الله عز وجل ليوسف بأن يتزوج من زُليخا، وهنا قام النبي يوسف بمواساة زليخا التي أخذت بالبكاء لفرحتها بلقائه وتمنت أن يرد الله لها بصرها حتى تستطيع رؤية حبيبها يوسف. وكانت المعجزة بأن الله استجاب لدعاء نبيه يوسف فرد إلى زُليخا بصرها أمام الملك وحاشيته وأمام الكهنة الذين لم يكونوا قد آمنوا بعد، كما أعاد الله عز وجل لزليخا جمالها وشبابها فغدت امرأة حسناء شابة كما كانت من قبل، وكتب الله لها عمراً ثانياً كزوجةٍ ليوسف.

## معرض الصور

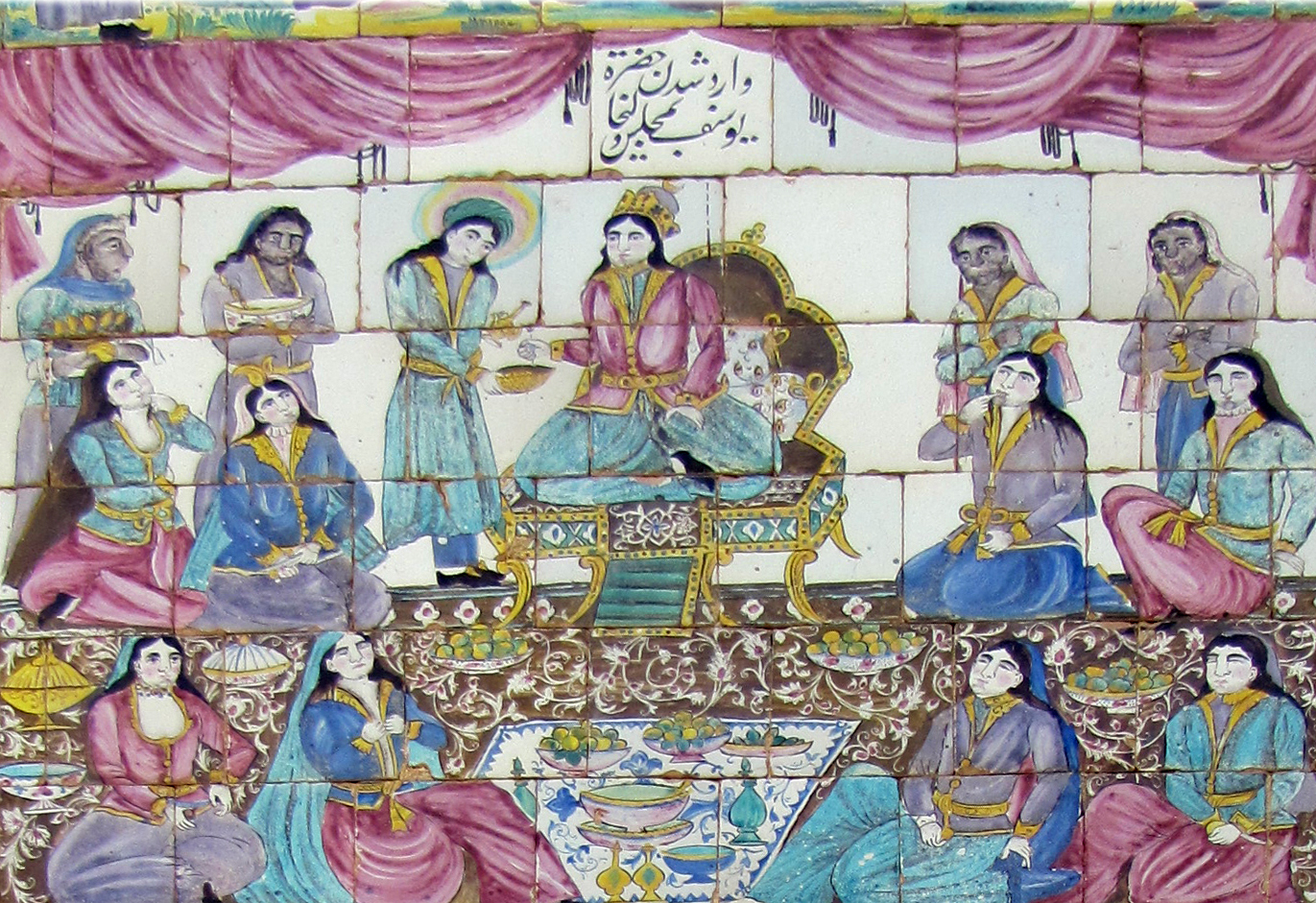
السيدة زليخة زوجة بوتيفار عزيز مصر إبان قدوم النبي يوسف إلى قصرهم
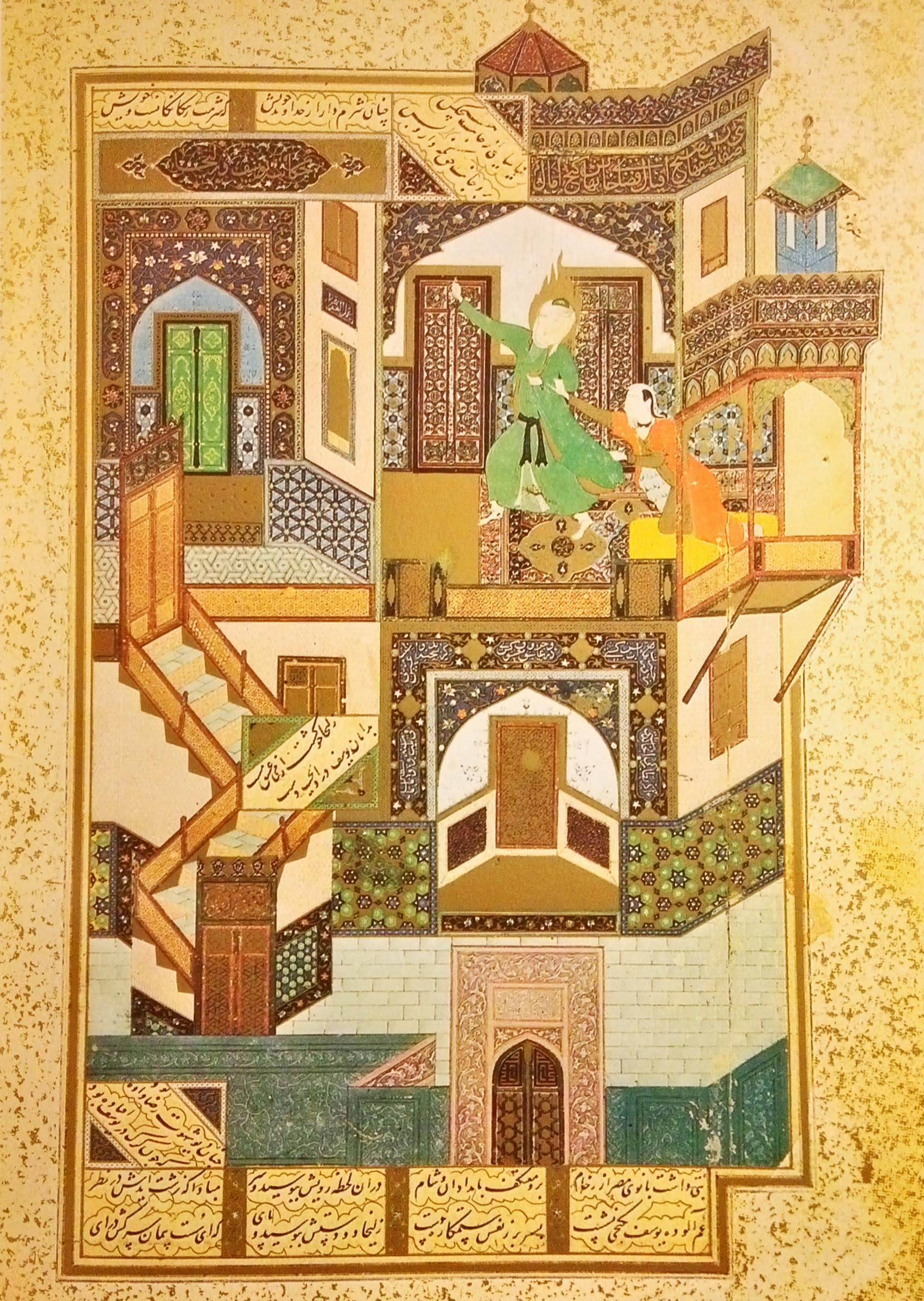
هروب يوسف من زليخة في منمنمة فارسيّة
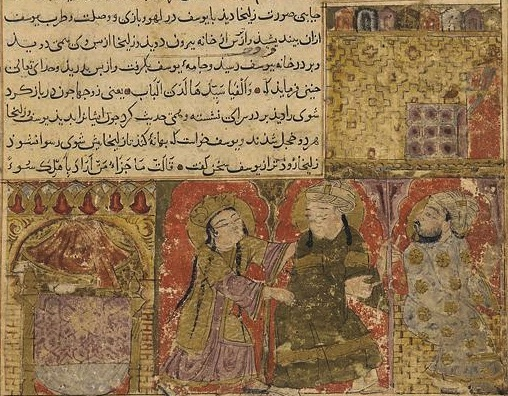
مراودة زليخا ليوسف عن نفسه من كتاب تاريخ نامه للبلعمي

## وصلات خارجية
- إحدى حلقات مسلسل يوسف الصدّيق على اليوتيوب وفيها زوليخا تراود يوسف عن نفسه على يوتيوب